# Championnat des îles Féroé de football 1998
Navigation
Saison précédente Saison suivante
La saison 1998 du Championnat des îles Féroé de football était la 57e édition de la première division féroïenne à poule unique, la 1. Deild. Les dix meilleurs clubs du pays jouent les uns contre les autres à deux reprises durant la saison, à domicile et à l'extérieur. En fin de saison, le dernier du classement est relégué et remplacé par le champion de 2. Deild, tandis que l'avant-dernier dispute un barrage de promotion-relégation face au vice-champion de deuxième division.
Le HB Torshavn réalise une saison pleine cette année. Le club termine en tête du classement final en championnat, avec 7 points d'avance sur le KÍ Klaksvík et 8 sur le tenant du titre, le B36 Tórshavn. C'est le 15e titre de champion des îles Féroé de l'histoire du club. Le HB remporte également une nouvelle fois la Coupe des îles Féroé en battant son dauphin en champion, le KI Klaksvik, en finale.

## Les 10 clubs participants
| - IF Sumba - Promu de 2.Deild - KÍ Klaksvík - B68 Toftir - GI Gota - NSI Runavik | - VB/Sumba Vagur - HB Tórshavn - TB Tvoroyri - Promu de 2.Deild - IF Fuglafjordur - B36 Tórshavn |

## Compétition

### Classement
Le barème de points servant à établir le classement est modifié à partir de cette saison. Il se décompose ainsi :
- Victoire : 3 points
- Match nul : 1 point
- Défaite : 0 point

| Rang | Équipe           | Pts | J  | G  | N | P  | Bp | Bc | Diff |
| ---- | ---------------- | --- | -- | -- | - | -- | -- | -- | ---- |
| 1    | HB Torshavn (C)  | 45  | 18 | 14 | 3 | 1  | 57 | 19 | +38  |
| 2    | KÍ Klaksvík      | 38  | 18 | 11 | 5 | 2  | 54 | 24 | +30  |
| 3    | B36 Tórshavn (T) | 37  | 18 | 11 | 4 | 3  | 59 | 24 | +35  |
| 4    | GI Gota          | 28  | 18 | 8  | 4 | 6  | 48 | 30 | +18  |
| 5    | NSI Runavik      | 28  | 18 | 8  | 4 | 6  | 37 | 28 | +9   |
| 6    | B68 Toftir       | 22  | 18 | 6  | 4 | 8  | 39 | 39 | 0    |
| 7    | VB Vagur         | 21  | 18 | 5  | 6 | 7  | 27 | 40 | -13  |
| 8    | IF Fuglafjordur  | 11  | 18 | 1  | 8 | 9  | 25 | 47 | -22  |
| 9    | IF Sumba (P)     | 9   | 18 | 2  | 3 | 13 | 18 | 73 | -55  |
| 10   | TB Tvoroyri (P)  | 8   | 18 | 1  | 5 | 12 | 21 | 61 | -40  |

|  | Qualification pour la Ligue des champions 1999-2000                                              |
|  | Qualification pour la Coupe UEFA 1999-2000                                                       |
|  | Qualification pour la Coupe Intertoto 1999                                                       |
|  | Participation au barrage de promotion-relégation                                                 |
|  | Relégation en 2. Deild                                                                           |
|  | (T) Tenant du titre (C) Vainqueur de la Coupe des îles Féroé (P) Club promu de deuxième division |

### Matchs

#### Barrage de promotion-relégation
Le 9e de 1. Deild, l'IF Sumba, affronte le vice-champion de 2. Deild, le TB Tvoroyri, lors d'un barrage disputé sous forme de rencontres aller-retour, afin d'obtenir une place parmi l'élite pour la saison prochaine. Chaque équipe gagne son match à domicile; grâce à sa victoire 2-0 au match retour, l'IF Sumba se maintient parmi l'élite.
| Équipe 1               | Résultat | Équipe 2            | Aller | Retour |
| ---------------------- | -------- | ------------------- | ----- | ------ |
| LIF Leirvik (2. Deild) | 2 - 3    | IF Sumba (1. Deild) | 2 - 1 | 0 - 2  |

## Bilan de la saison
| Championnat des îles Féroé de football 1998                 |                         |
| Champion                                                    | HB Torshavn (15e titre) |
| Coupes et trophées                                          |                         |
| Vainqueur de la Coupe des îles Féroé 1998                   | HB Torshavn             |
| Qualifications continentales                                |                         |
| Ligue des champions 1999-2000 Premier tour de qualification | HB Torshavn             |
| Coupe UEFA 1999-2000 Tour préliminaire                      | KÍ Klaksvík             |
| Coupe UEFA 1999-2000 Tour préliminaire                      | B36 Tórshavn            |
| Coupe Intertoto 1999 Premier tour                           | GI Gota                 |
| Promotions et relégations                                   |                         |
| Promus en 1. Deild                                          | B71 Sandoy              |
| Relégués en 2. Deild                                        | TB Tvoroyri             |